# Ferulago macrosciadea
Ferulago macrosciadea là một loài thực vật có hoa trong họ Hoa tán. Loài này được Boiss. & Balansa mô tả khoa học đầu tiên năm 1859.